# Bure (Meuse)
Bure [byːr] ist eine französische Gemeinde mit 88 Einwohnern (1. Januar 2022) im Département Meuse in der Region Grand Est (bis 2015 Lothringen).

## Geografie
Die Gemeinde liegt an der oberen Orge, einem Nebenfluss der Saulx im Süden des Départements Meuse, etwa 33 Kilometer südöstlich von Bar-le-Duc und 64 Kilometer südwestlich von Nancy. Die südwestliche Grenze der Gemeinde ist auch die Grenze zum Département Haute-Marne.

## Bevölkerungsentwicklung
| Jahr                       | 1962 | 1968 | 1975 | 1982 | 1990 | 1999 | 2008 | 2019 |
| Einwohner                  | 135  | 119  | 106  | 105  | 92   | 85   | 94   | 81   |
| Quellen: Cassini und INSEE |      |      |      |      |      |      |      |      |

## Atommüllendlager
Etwa eineinhalb Kilometer südlich der Dorfmitte entsteht auf freiem Feld das Atommüllendlager Bure für die am stärksten strahlenden Abfälle, insbesondere abgebrannte Atombrennstäbe aus Frankreich. Seit 2000 untersucht die französische Atommüllbehörde ANDRA die Eignung des 130 Meter mächtigen Tonsediment-Stocks, der sich hier erstreckt. Ein positiver Standortfaktor ist die geringe Bevölkerungsdichte. Proteste der Anwohner gingen bislang über rein örtlichen Charakter nicht hinaus. Sowohl ANDRA als auch die örtliche Regierung versuchen mit massiven Finanzzuweisungen dem Widerstand der Bevölkerung in der einwohnerarmen und strukturschwachen Region vorzubeugen. Neben französischen Umweltschützern machen gegen das Projekt aber auch Aktivisten in benachbarten Ländern wie Deutschland seit Jahren mobil. Bei einem Erdrutsch wurden Anfang 2016 im unterirdischen Labor zwei Menschen erheblich verletzt, einer von ihnen tödlich.

## Sehenswürdigkeiten
- Waschhaus, erbaut 1845
- Liste der Monuments historiques in Bure (Meuse)